# 大分県立別府鶴見丘高等学校
大分県立別府鶴見丘高等学校（おおいたけんりつ べっぷつるみがおかこうとうがっこう, Oita Prefectural Beppu Tsurumigaoka High School）は、大分県別府市大字鶴見字横打にある県立高等学校。略称は「鶴高」（つるこう）、「鶴見」（つるみ）。

## 設置学科
- 普通科

## 概要
歴史
1910年（明治43年）創立の「大分県立別府高等女学校」と1933年（昭和8年）創立の「大分県立別府中学校」を前身とする。この2校が1948年（昭和23年）の学制改革で統合され「大分県立別府第一高等学校」（新制高等学校）となり、1951年（昭和26年）に現校名となった。2010年（平成22年）に創立100周年を迎えた。
校訓
「質実剛健」
校章
葉と八稜鏡を組み合わせたものを背景にして、中央に「高」の文字を置いている。
校歌
作詞は佐藤四信、作曲は福井直秋による。歌詞は3番まであり、校名の「鶴見丘」が2番に登場する。
同窓会
「鶴嶺会」（かくれいかい）と称している。

## 沿革
高等女学校
- 1910年（明治43年）3月15日 - 「私立別府女学校」が開校。
- 1911年（明治44年）4月1日 - 移管により、「別府町立別府女子実業補習学校」と改称。
- 1914年（大正3年）6月1日 - 「別府町立別府女子実業学校」と改称。
- 1918年（大正7年）5月8日 - 「別府町立別府実業女学校」と改称。
- 1920年（大正9年）5月31日 - 「別府町立別府高等女学校」と改称。
- 1924年（大正13年）4月1日 - 市制施行により、「別府市立別府高等女学校」と改称。
- 1930年（昭和5年）4月1日 - 移管により、「大分県立別府高等女学校」と改称。

旧制中学校（男子校）
- 1933年（昭和8年）7月21日 - 「別府市立別府中学校」（旧制中学校）が開校。
- 1941年（昭和16年）4月1日 - 移管により、「大分県立別府中学校」と改称。
- 1942年（昭和17年）11月9日 - 火災のため校舎をすべて焼失。
- 1943年（昭和18年）4月4日 - 大分県殖産館を仮校舎とする。

新制高等学校
- 1948年（昭和23年）4月1日 - 学制改革（六・三・三制の実施）
  - 大分県立別府中学校と大分県立別府高等女学校の2校を統合の上、「大分県立別府第一高等学校」（新制高等学校）が発足。
- 1949年（昭和24年）
  - 4月1日 - 定時制普通課程（夜間部）を併設。
  - 5月20日 - 別府市大字鶴見に新校舎が完成。
- 1951年（昭和26年）4月1日 - 「大分県立別府鶴見丘高等学校」（現校名）に改称。
- 1977年（昭和52年）4月1日 - 大分県立別府青山高等学校との2校総合選抜入試を開始。
- 1983年（昭和58年）4月1日 - 大分県立別府青山高校、大分県立別府羽室台高等学校との3校合同選抜入試を開始。
- 1991年（平成3年）8月25日 - 南校舎普通教室の大規模改造工事が完了。
- 1995年（平成7年）4月1日 - 総合選抜入試を廃止し、単独選抜入試とする。
- 1998年（平成10年）
  - 8月25日 - 多目的競技場が完成。
  - 9月15日 - 北校舎普通教室棟の大規模改造工事が完了。
- 2000年（平成12年）8月25日 - 管理棟・特別教室棟の大規模改造工事が完了。
- 2002年（平成14年）8月30日 - 理科棟の大規模改造工事が完了。
- 2010年（平成22年）3月 - 大分県立爽風館高等学校の新設に伴い、定時制課程の募集を停止[2]。
- 2013年（平成24年）3月31日 - 最後の卒業生を送り出し、定時制課程を閉課。

## 著名な出身者
- 魚本公博 - よど号ハイジャック事件犯人（よど号グループ）のメンバー
- 安東由喜雄 - 医学者、熊本大学教授。
- 遠藤竜也 - ニッポン放送ディレクター。
- 大場隆広 - 元プロ野球選手[3]。
- 鬼塚英昭 - ノンフィクション作家[4]。
- 貞永方久 - 映画監督。
- 関荘一郎 - 元環境事務次官、日本産業廃棄物処理振興センター理事長[5]
- 貞山健源 - 元プロ野球選手[6]。
- 佐藤巧 - RKB毎日放送アナウンサー[7]。
- ジ・アッチィー - 大分AMWプロレス代表。
- 末綱隆 - 警察官僚、元東宮侍従長[8]。
- 髙橋巖 - ホーブ創業者・代表取締役会長
- 高松卓矢 - バレーボール選手[9]。
- 田中公男 - 工学者、元東海大学教授。第7回 1955年（昭和30年）卒業。[10]
- 内藤喜之 - 工学者、東京工業大学学長、大分大学学長。第7回 1955年（昭和30年）卒業。
- 西知恕 - バレーボール選手。
- 浜口政信 - 元プロ野球選手[11]。
- 原田和代 - 声楽家[12]。
- 姫野龍太郎 - スーパーコンピューター「京」の開発者、理化学研究所情報基盤センターセンター長。第25回 1973年（昭和48年）卒業。
- 松崎菊也 - タレント。
- 三浦清弘 - 元プロ野球選手[13]。
- 宮岡千里 第7回 1955年（昭和30年）卒業。ソニートリニトロン開発者、元ソニー常務、父は別府亀の井ホテル元社長宮岡謙二
- 森田浩介 - 九州大学教授、113番めの元素ニホニウム発見者。第27回 1975年（昭和50年）卒業[14]。
- 矢玉四郎 - 児童文学作家[15]。
- 矢月秀作 - 作家。
- 城達也 - 声優、俳優、ナレーター。